# Вилы (Лубенский район)
Вилы (укр. Вили) — село,
Тарандинцевский сельский совет,
Лубенский район,
Полтавская область,
Украина.
Код КОАТУУ — 5322887003. Население по переписи 2001 года составляло 276 человек.

## Географическое положение
Село Вилы находится в 1,5 км от левого берега реки Ольшанка,
на расстоянии в 1,5 км от села Степури.
Через село проходят автомобильная дорога М-03 и
железная дорога, станция Вилы в 1-м км.

## Экономика
- ООО «Лубенский».

## Объекты социальной сферы
- Фельдшерско-акушерский пункт.